# Wincanton Classic 1989
De Wincanton Classic 1989 was de eerste editie van deze wielerkoers in Groot-Brittannië en werd verreden op 30 juli, in en rond Newcastle upon Tyne, Engeland. De koers was 236,5 kilometer lang, en maakte deel uit van de strijd om de wereldbeker.

## Uitslag
| Wincanton Classic 1989 |                    |                   |            |
| Plaats                 | Naam               | Ploeg             | Tijd       |
| Winnaar                | Frans Maassen      | Superconfex-Yoko  | 5u 59' 21" |
| 2                      | Maurizio Fondriest | Del Tongo         | + 0' 02"   |
| 3                      | Seán Kelly         | PDM-Concorde      | z.t.       |
| 4                      | Etienne De Wilde   |                   | z.t.       |
| 5                      | Teun van Vliet     | Panasonic-Isostar | z.t.       |
| 6                      | Paolo Rosola       |                   | z.t.       |
| 7                      | Herman Frison      |                   | z.t.       |
| 8                      | Bruno Cornillet    |                   | z.t.       |
| 9                      | Sammie Moreels     |                   | z.t.       |
| 10                     | Stephan Joho       |                   | z.t.       |

1989 · 1990 · 1991 · 1992 · 1993 · 1994 · 1995 · 1996 · 1997